# 因塔兰寺 (曼谷)
因塔兰寺，俗称郑王庙，是建于大城王国时期，位于泰国曼谷吞武里县邦伊勒特泰路的一座三级皇家寺庙。
1949年起，因塔兰寺就被泰国艺术厅列为泰国国家遗产。

## 历史
因塔兰寺建于大城王国时期，例如“邦伊勒寺”、“萱蒲寺”或“邦伊勒泰寺”。后来，郑皇对寺庙进行了修复，并授予其皇家寺庙的地位。因为这是他最喜欢的寺庙，他时常在这里过夜、冥想并遵守宗教戒律。
1782年，该寺被用作已故国王郑皇及其家人的皇家火葬场。寺内还有一对佛塔，其中盛放着郑皇和他配偶的骨灰。在拉玛一世统治期间（1782年-1809年），它保留了皇家寺庙的地位，由三位高级僧侣管理。在拉玛三世统治期间（1824年-1851年），孟波斯血统贵族Phraya Sisahathep（Thongpheng）再次修缮此寺，请求国王授予它皇家寺庙的地位。该请求虽然获得批准，但寺庙的地位比以前还要低。后改名因塔兰寺并沿用至今。

## 图集

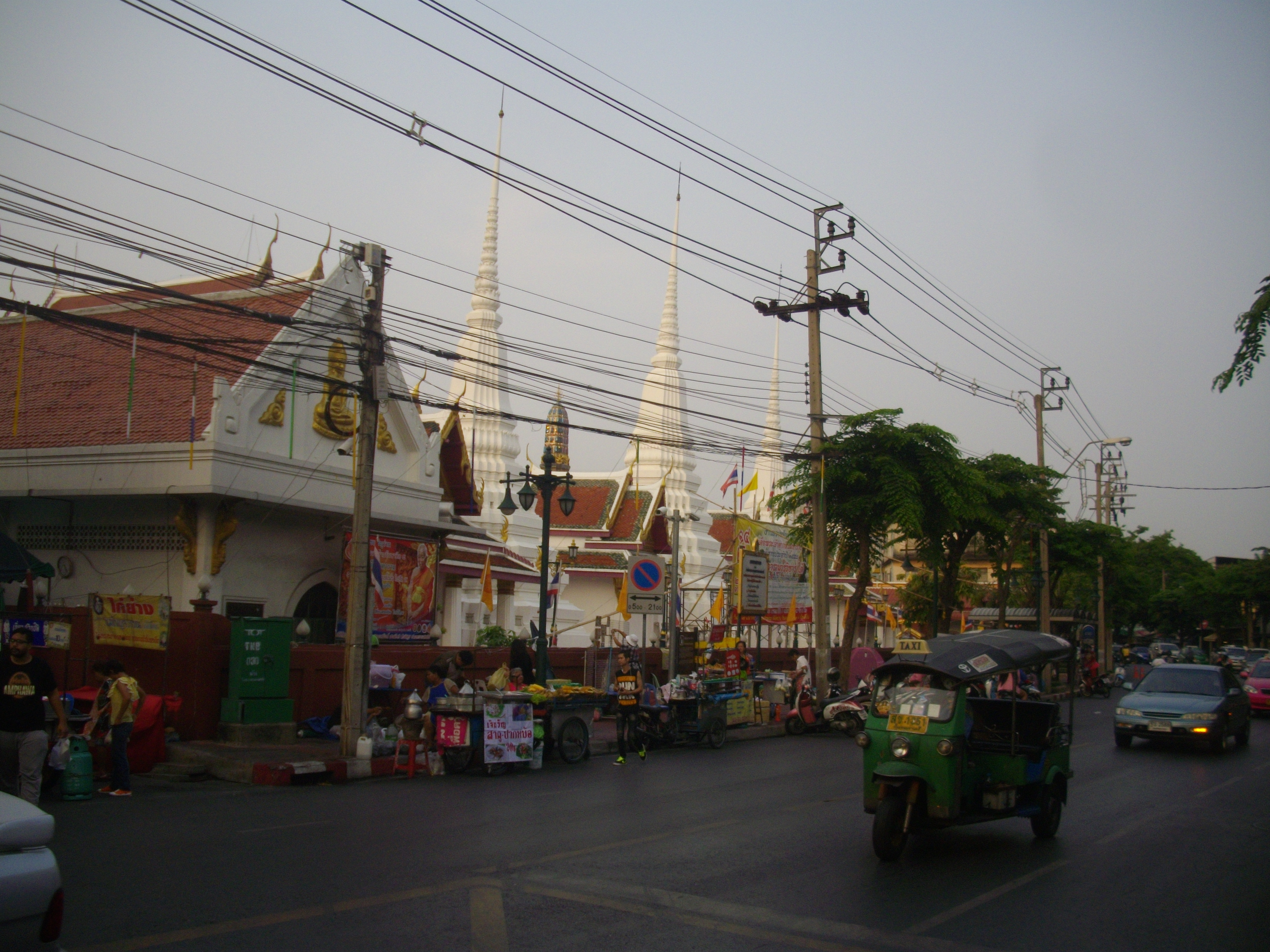
特泰路。
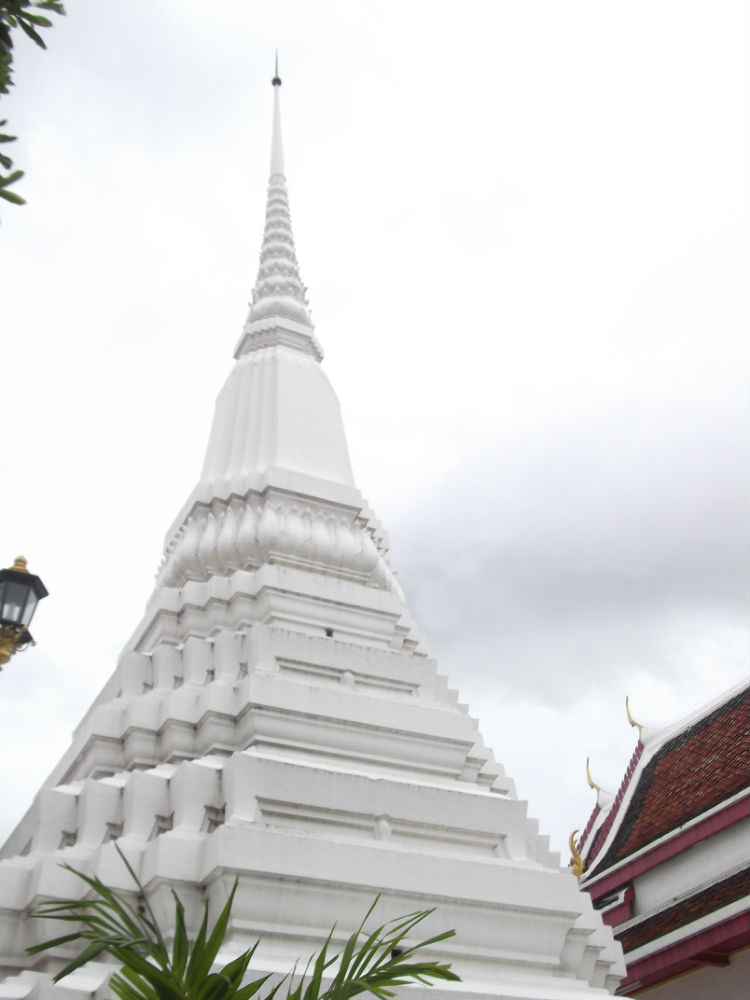
白色舍利塔。
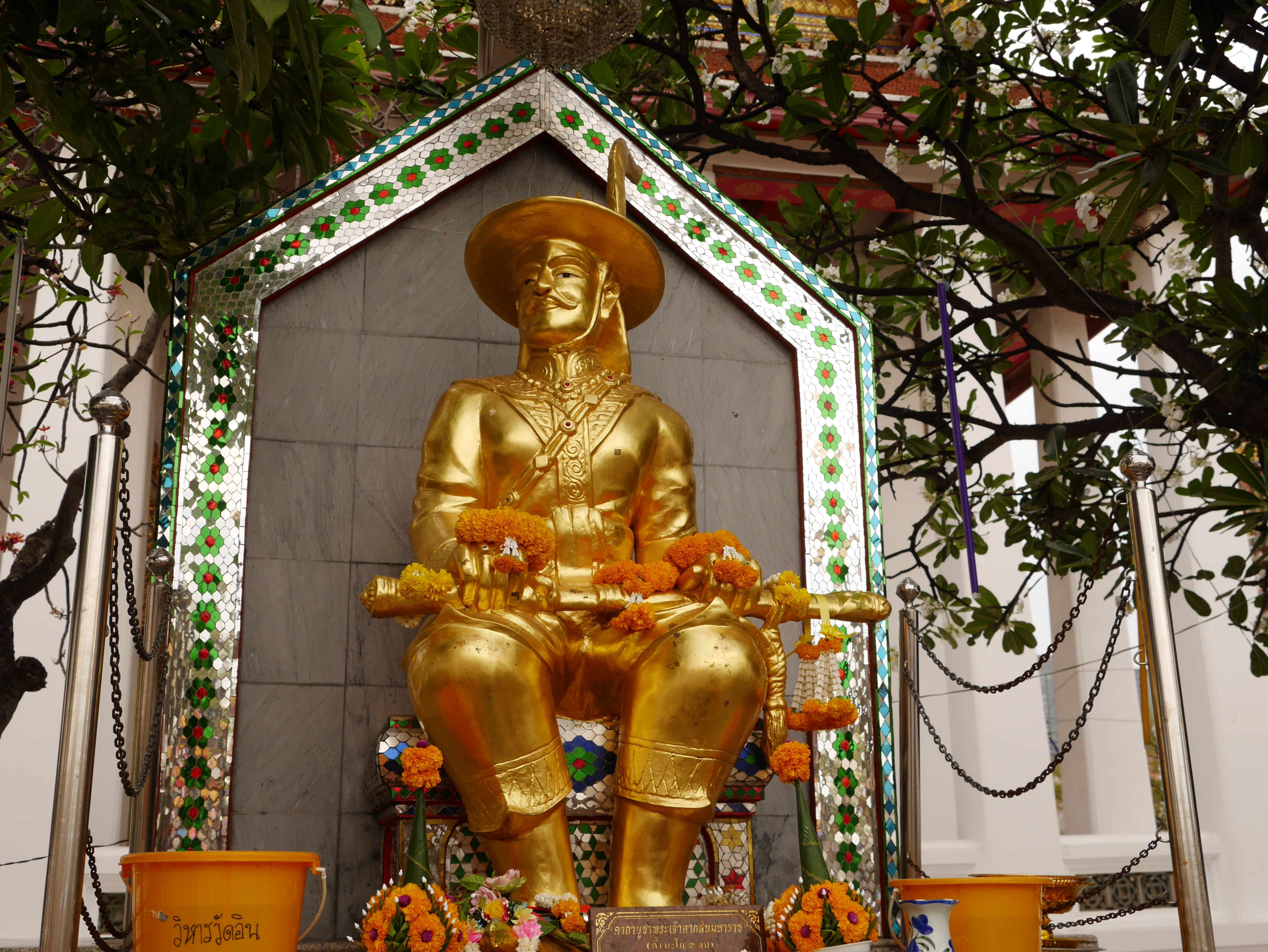
安置于寺庙内的郑皇纪念雕像。
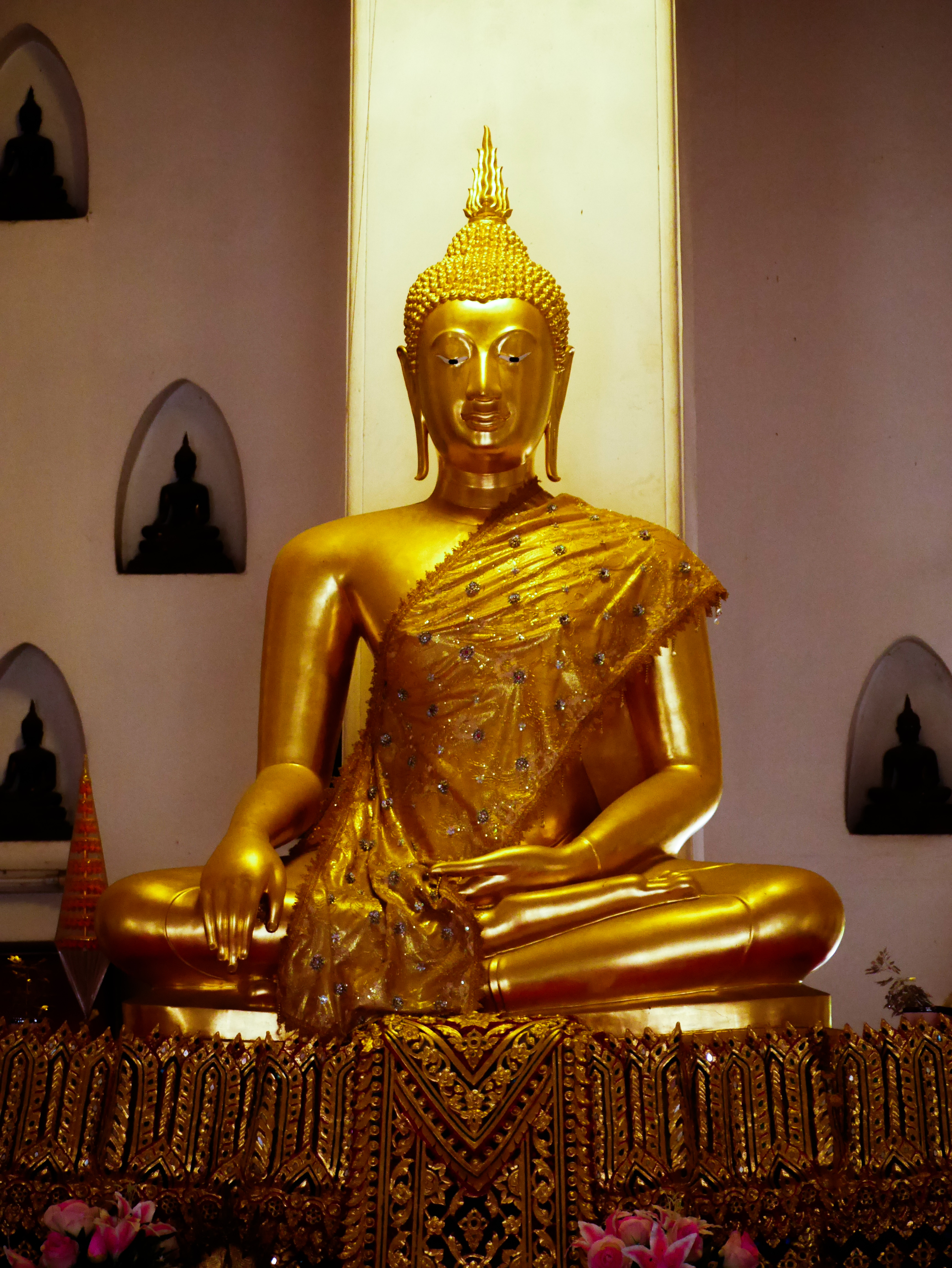
佛像。
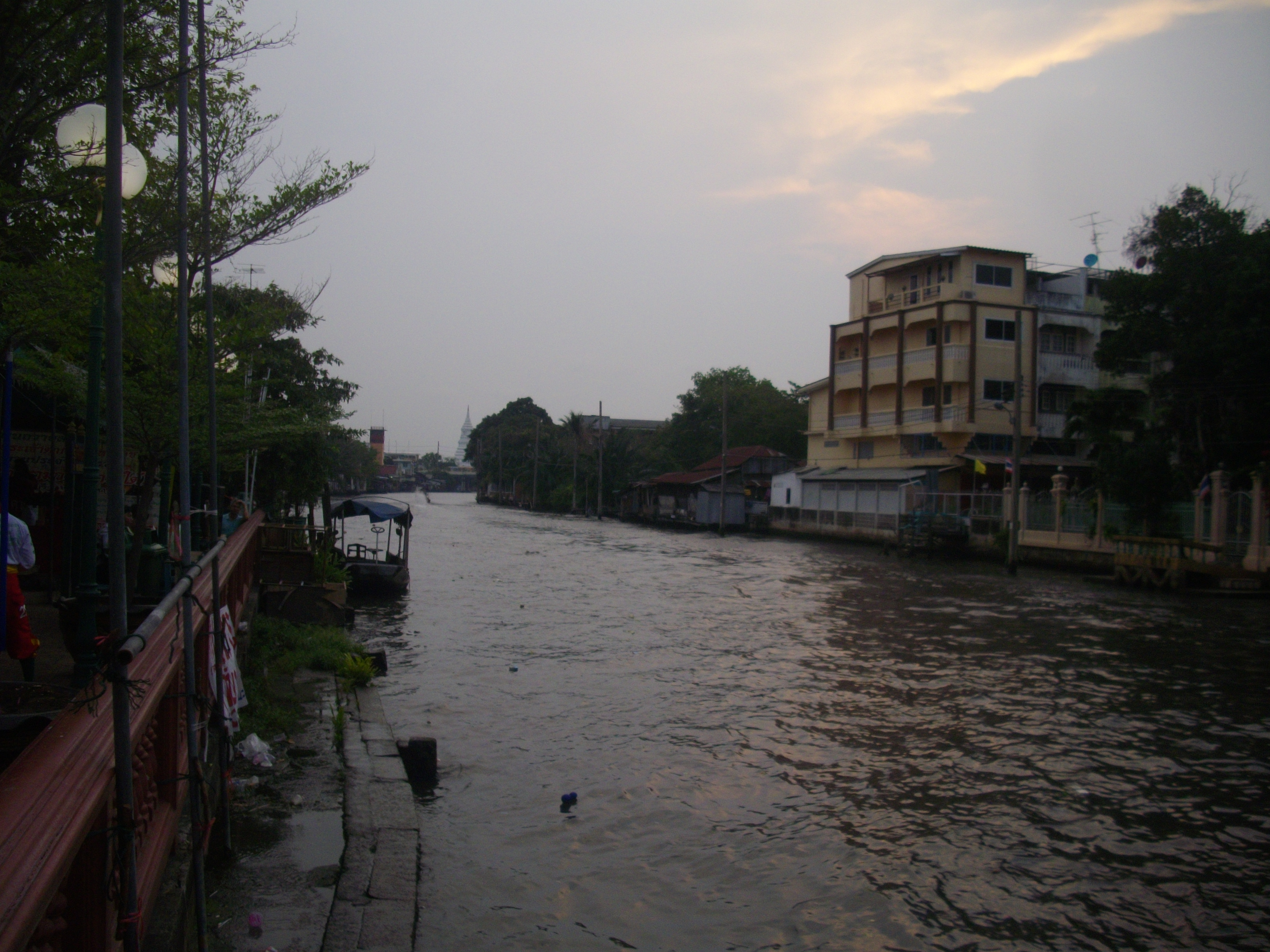
位于寺庙后方的曼谷艾运河（英语：Khlong Bangkok Yai）。
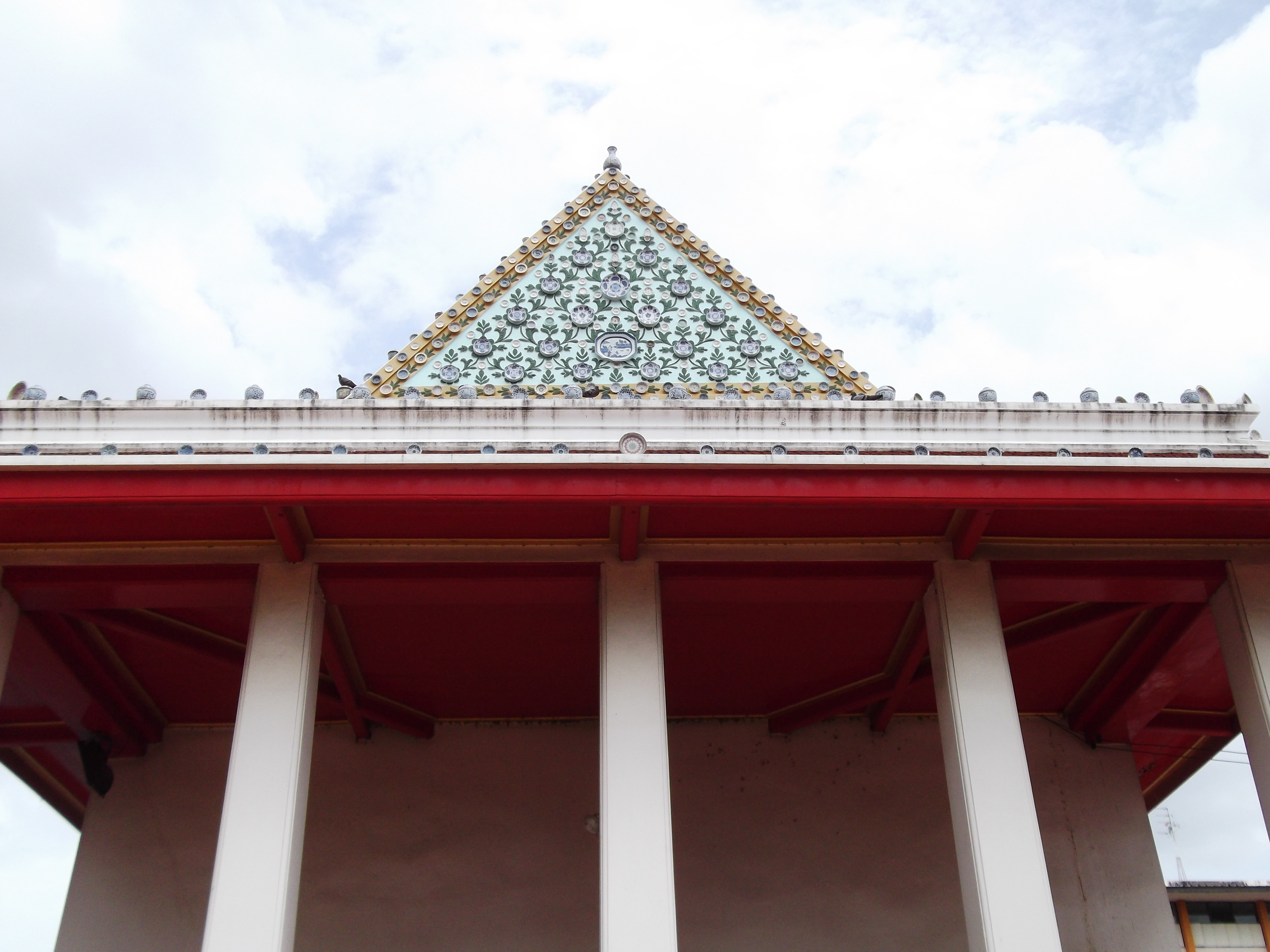
寺庙的山墙采用中国建筑，如占巴寺（英语：Wat Champa）与Wat Nang Chi。
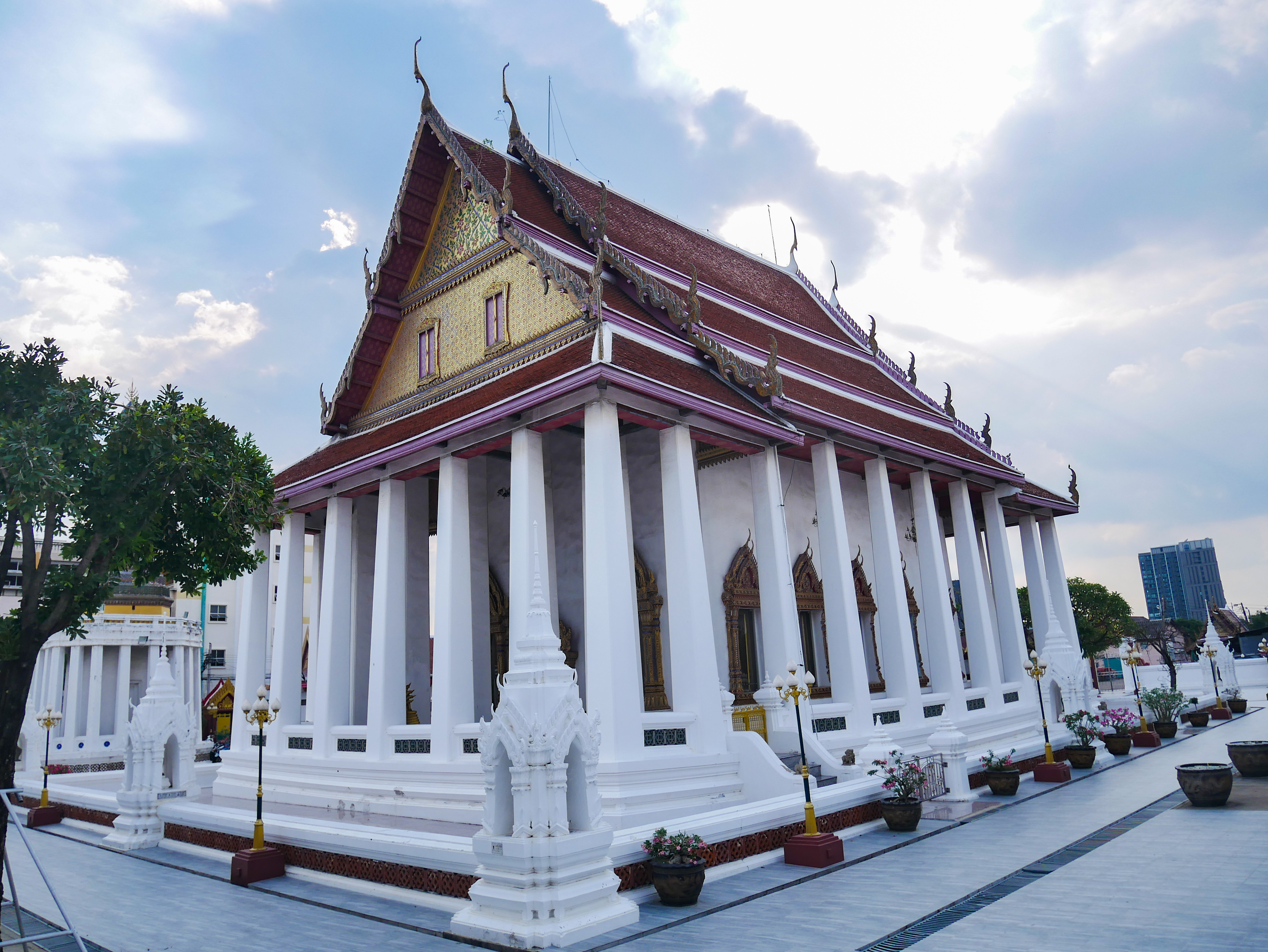
新庙
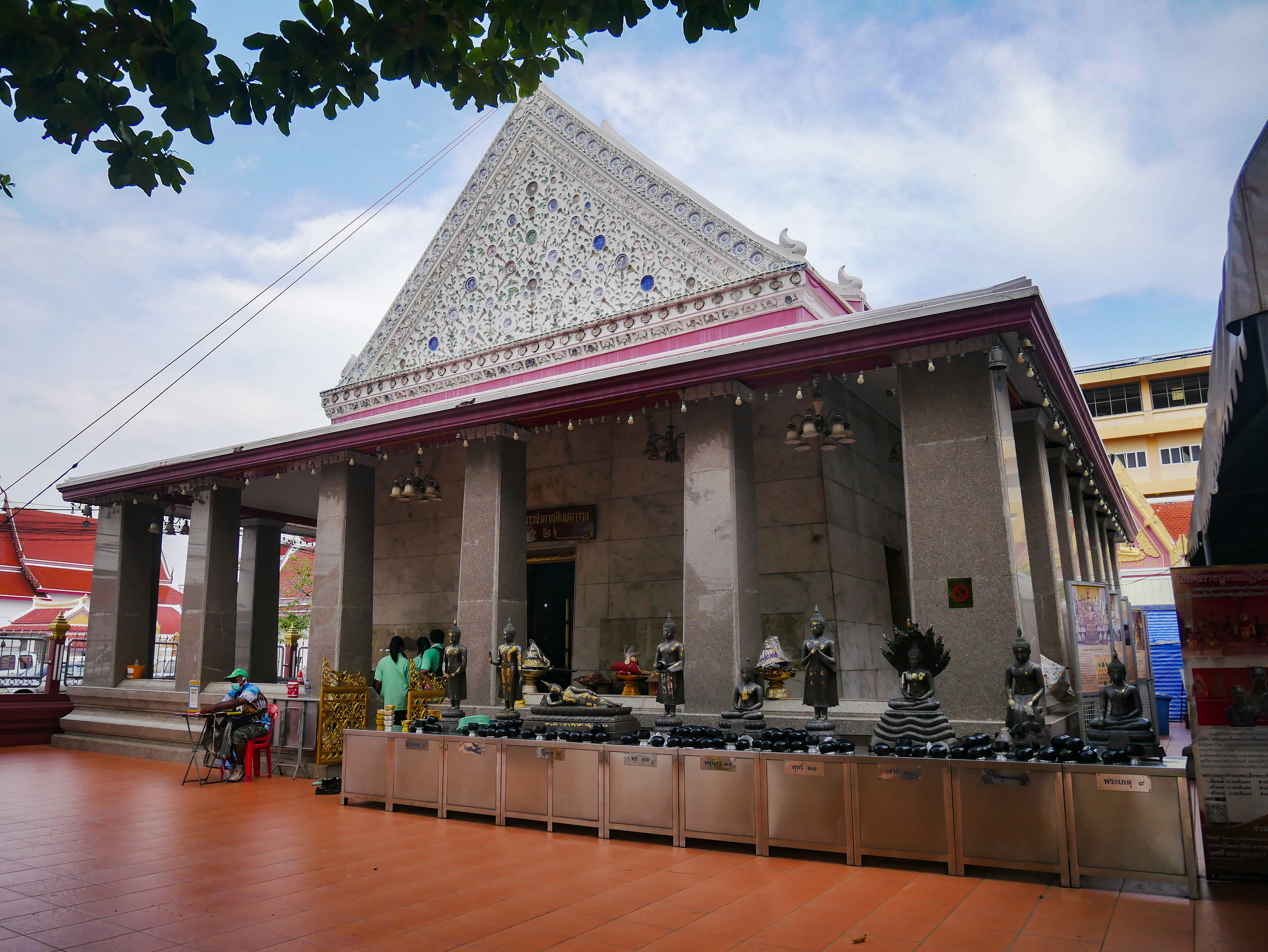
旧庙